# Felix Van Groeningen

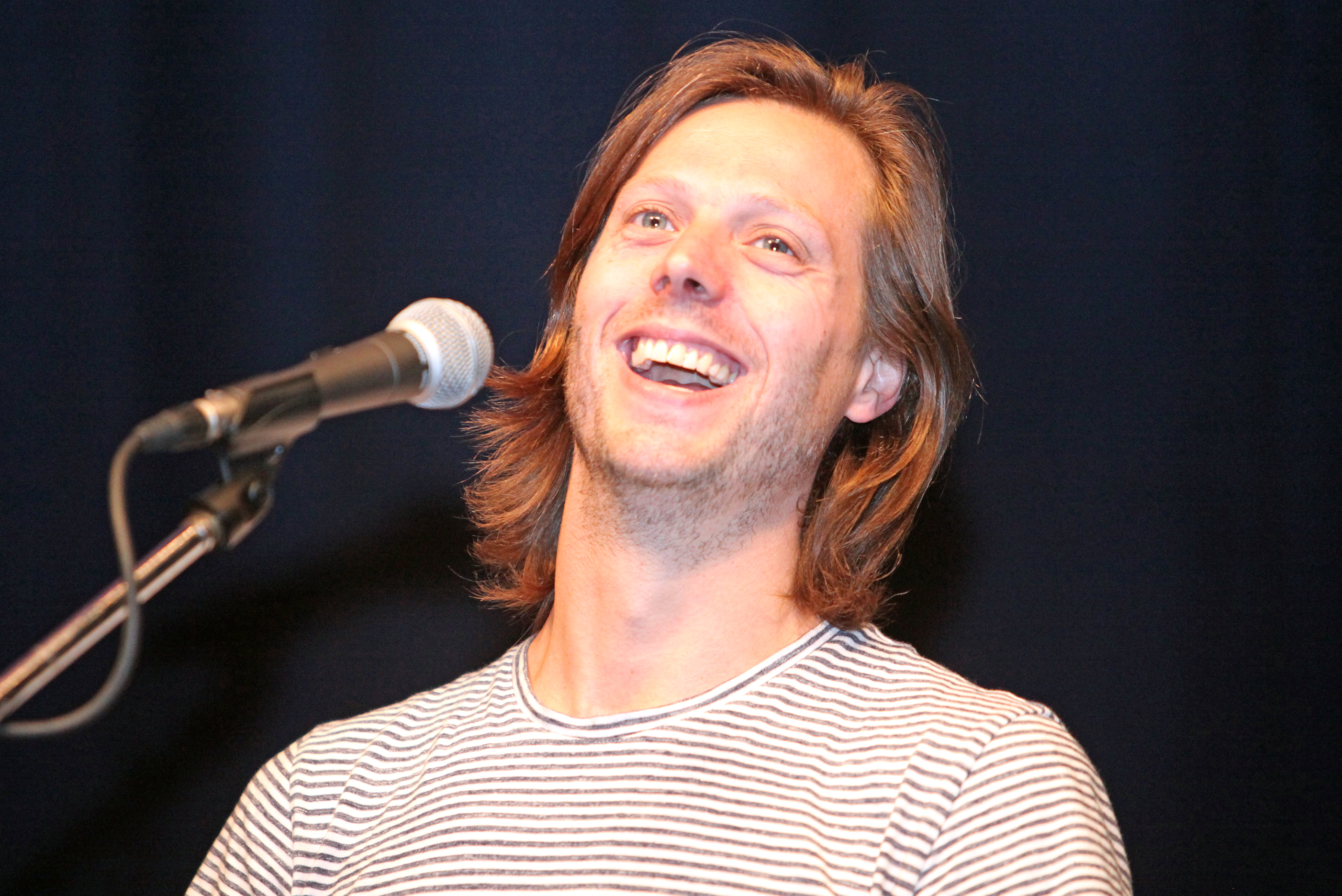
Felix van Groeningen im Juli 2016 beim Filmfestival Karlovy Vary

Felix Van Groeningen (* 1. November 1977 in Gent, Flandern) ist ein belgischer Filmregisseur und Drehbuchautor.

## Leben
Felix Van Groeningen studierte Visual Arts an der Koninklijke Academie voor Schone Kunsten (KASK) in Gent. Nach seinem Abschluss im Jahr 2000 drehte er einige Kurzfilme und war zudem als Schauspieler und Autor am Theater aktiv.
2004 legte er mit Steve + Sky sein Langfilmdebüt vor. Der internationale Durchbruch folgte im Jahr 2009 mit dem Film Die Beschissenheit der Dinge, der seine Premiere auf dem Filmfestival von Cannes feierte und auch in Deutschland in die Kinos kam. Sein nächster Film The Broken Circle wurde 2013 auf der Berlinale mit dem Panorama Publikumspreis ausgezeichnet. Die Handlung beruht auf dem gleichnamigen Theaterstück von Johan Heldenbergh, der im Film auch die männliche Hauptrolle spielt. Café Belgica feierte seine Premiere 2016 in Sundance und kam im Juni des Jahres in die deutschen Kinos. Mit Beautiful Boy drehte van Groeningen seinen nächsten Film erstmals auf Englisch. Basierend auf den Erinnerungen von David und Nic Sheff erzählt der Film ein Familiendrama über den jahrelangen Kampf gegen die Sucht des Sohnes. Timothée Chalamet wurde für seine Rolle u. a. für den Golden Globe 2019 nominiert.
Im Jahr 2022 realisierte Van Groeningen gemeinsam mit seiner Lebensgefährtin Charlotte Vandermeersch den Spielfilm Acht Berge, der beiden erstmals eine Einladung in den Wettbewerb um die Goldene Palme des Filmfestivals von Cannes einbrachte.

## Filmografie
Filme
- 2000: 50CC
- 2004: Steve + Sky
- 2007: Dagen zonder lief
- 2009: Die Beschissenheit der Dinge (De helaasheid der dingen)
- 2012: The Broken Circle (The Broken Circle Breakdown)
- 2016: Café Belgica
- 2018: Beautiful Boy
- 2022: Acht Berge (Le otto montagne)

Musikvideos
- 2022: Rain in Ibiza (Felix Jaehn & The Stickmen Project feat. Calum Scott)

## Auszeichnungen
Internationale Filmfestspiele von Cannes
- 2009: Lobende Erwähnung der CICAE-Jury (Die Beschissenheit der Dinge)

International Istanbul Film Festival
- 2010: „Goldene Tulpe“ für den besten Film (Die Beschissenheit der Dinge)

Internationale Filmfestspiele Berlin
- 2013: „PanoramaPublikumsPreis“ für den besten Spielfilm (The Broken Circle)
- 2013: „Europa Cinemas Label“ (The Broken Circle)